# Старший сержант

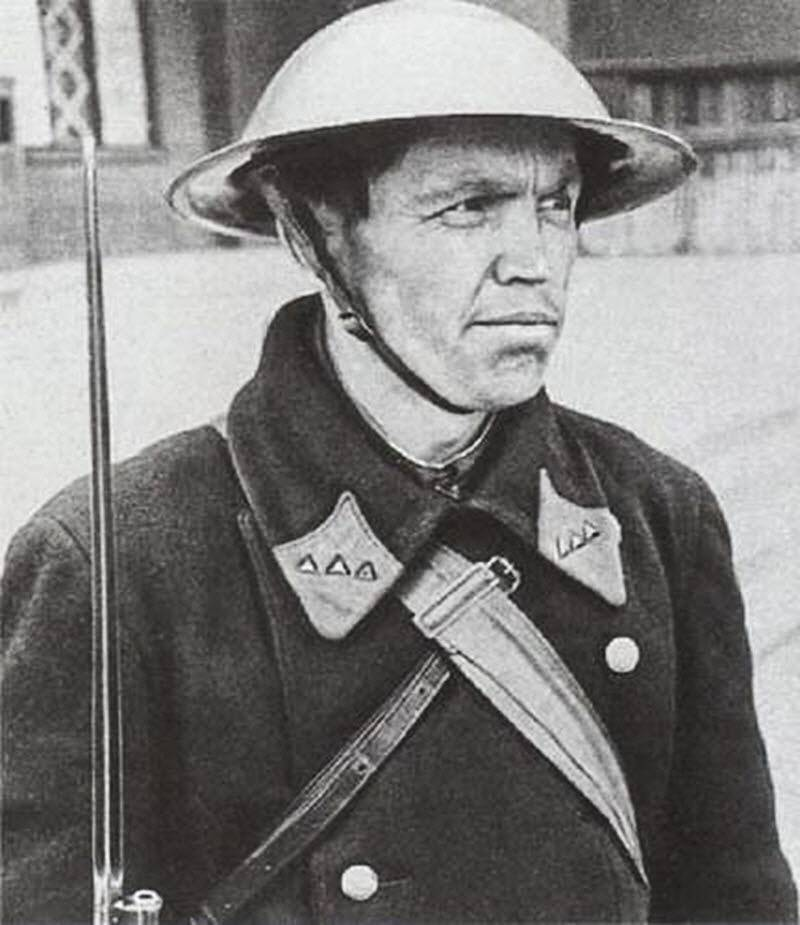
Младший командир 31-го отделения милиции Бондаренко в британской металлической каске с широкими полями, предохраняющими от ушибов и шрапнели голову и лицо. 25 сентября 1941 г.

Ста́рший сержа́нт — воинское звание в Вооружённых силах СССР (ВС СССР), Вооружённых силах России (ВС России) и ряда вооружённых сил других государств мира (имеет свои названия на других языках, например Самаль ришон, Өлкән сержант, ավագ սերժանտ (Аваг сержант)).
В ВС России по значению выше сержанта и ниже старшины. В Русской императорской армии старшему сержанту примерно соответствовали фельдфебель и вахмистр.

## Россия
Сейчас перед воинским званием военнослужащего, проходящего военную службу в гвардейской воинской части, на гвардейском корабле, добавляется слово «гвардии». А к воинскому званию военнослужащего или гражданина, пребывающего в запасе, имеющего военно-учётную специальность юридического или медицинского профиля, добавляются соответственно слова «юстиции» или «медицинской службы».
К воинскому званию гражданина, пребывающего в запасе или находящегося в отставке, добавляются соответственно слова «запаса» (Старший сержант запаса) или «в отставке» (Старший сержант в отставке). В категории военнослужащих корабельного состава ВМФ России званию старший сержант соответствует звание главный старшина. Штатная должность — заместитель командира взвода.
| Младшее звание: Сержант | Старший сержант | Старшее звание: Старшина |

### Знаки различия
В качестве знаков различия воинского звания использовались петлицы, погоны, треугольники, галун, басон, стропила и другое.

Примеры (НАТО эквивалент OP-7):
Петлица на гимнастёрку старшего сержанта РККА ВС Союза ССР (1940—1943)
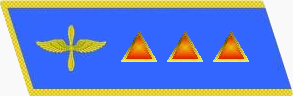
BBC ... (1940—1943)
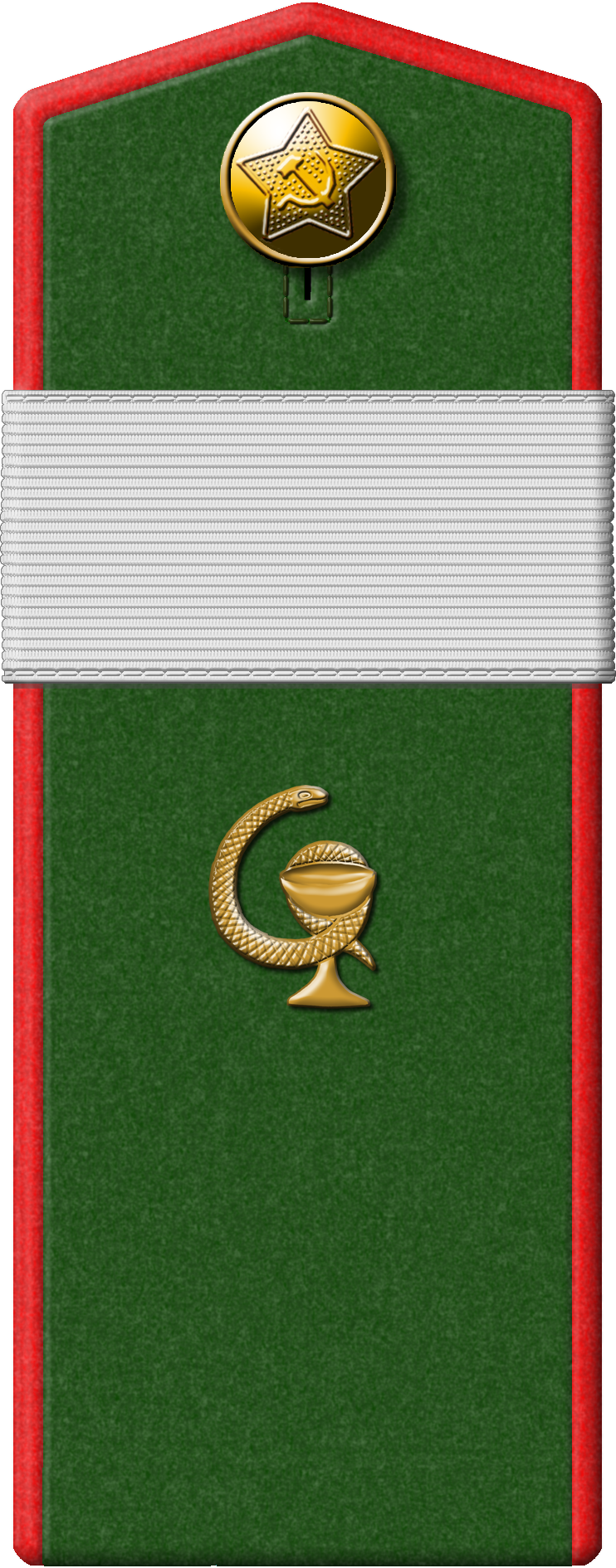
Погон старшего сержанта медицинской службы РККА (1943−1946) и Советской Армии ВС Союза ССР (1946—1955)
Погон старшего сержанта мотострелковых войск Советской Армии ВС СССР (1969—1991)
Погон старшего сержанта ВВС, авиации ПВО, ВДВ Советской Армии ВС СССР (1969—1991)
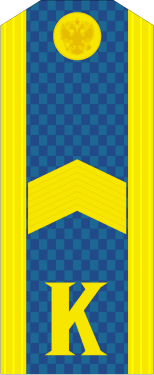
Нашивной погон к повседневной форме одежды курсанта в воинском звании старший сержант, в авиации ВВС, воздушно-десантных войсках ВС России, с 1994 года по 2010 год.
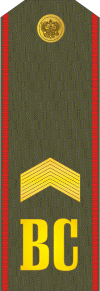
Погон ст. сержанта Сухопутных войск и РВСН ВС России (1994—2010)
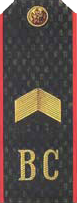
...
Погон старшего сержанта внутренних войск МВД России (с 1994)
Погон старшего сержанта к полевой форме одежды Сухопутных войск, ВДВ, ВКС, РВСН, КВ, морской пехоты, береговых войск, ВВС и ПВО ВМФ (1994—2010) внутренних войск МВД России (с 1994)

- Погон
старшего сержанта к полевой форме одежды Сухопутных войск, ВДВ, ВКС, РВСН, КВ,
морской пехоты, береговых войск,
ВВС и ПВО ВМФ (1994—2010)
внутренних войск МВД России (с 1994)

Примечание
- ОР — обозначает звание сержантского состава на основе определённого Рангового кода НАТО — англ. Other (enlisted) Ranks (OR)[1]

## ВС Болгарии
В Вооружённых силах Болгарии звание в СВ и ВВС называется Старши сержант (на флоте эквивалент — Главен старшина).

### Знаки различия
В качестве знаков различия воинского звания используются погоны и нашивки на них:

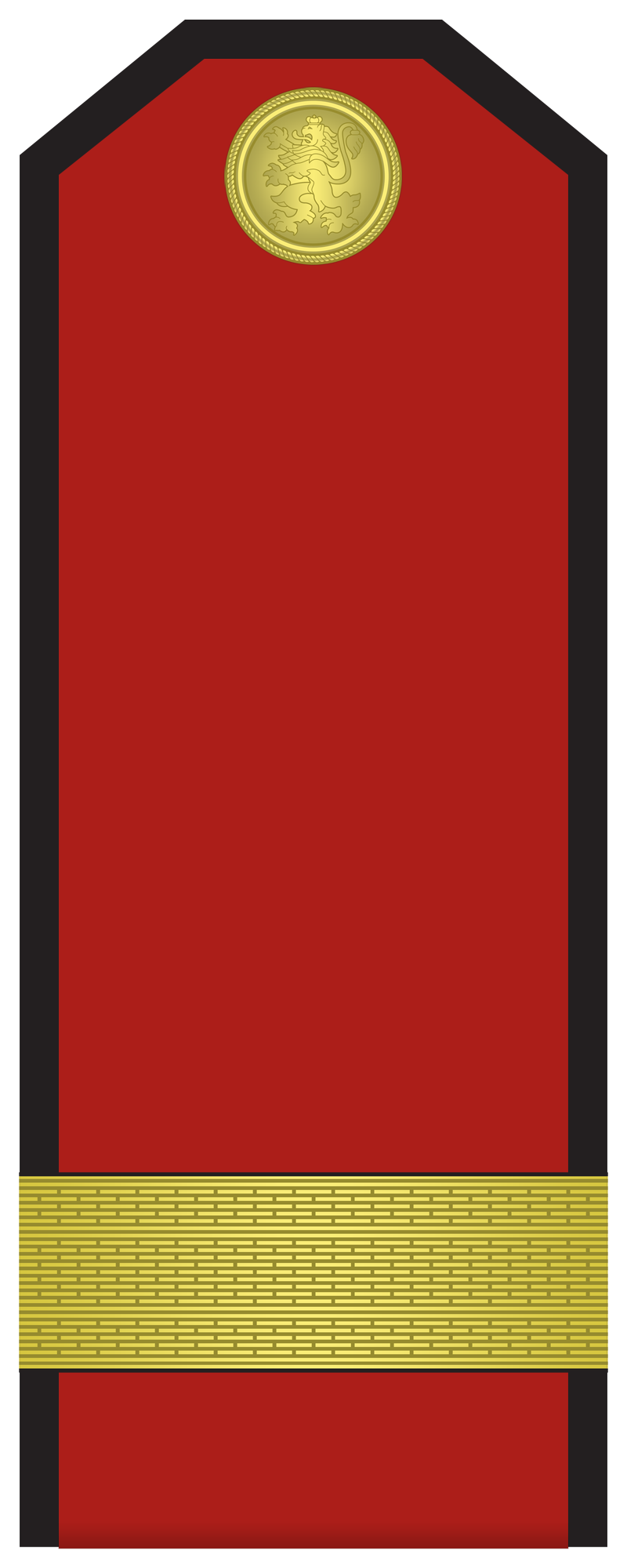
Погон с нашивкой старшего сержанта, сухопутные войска или армия.
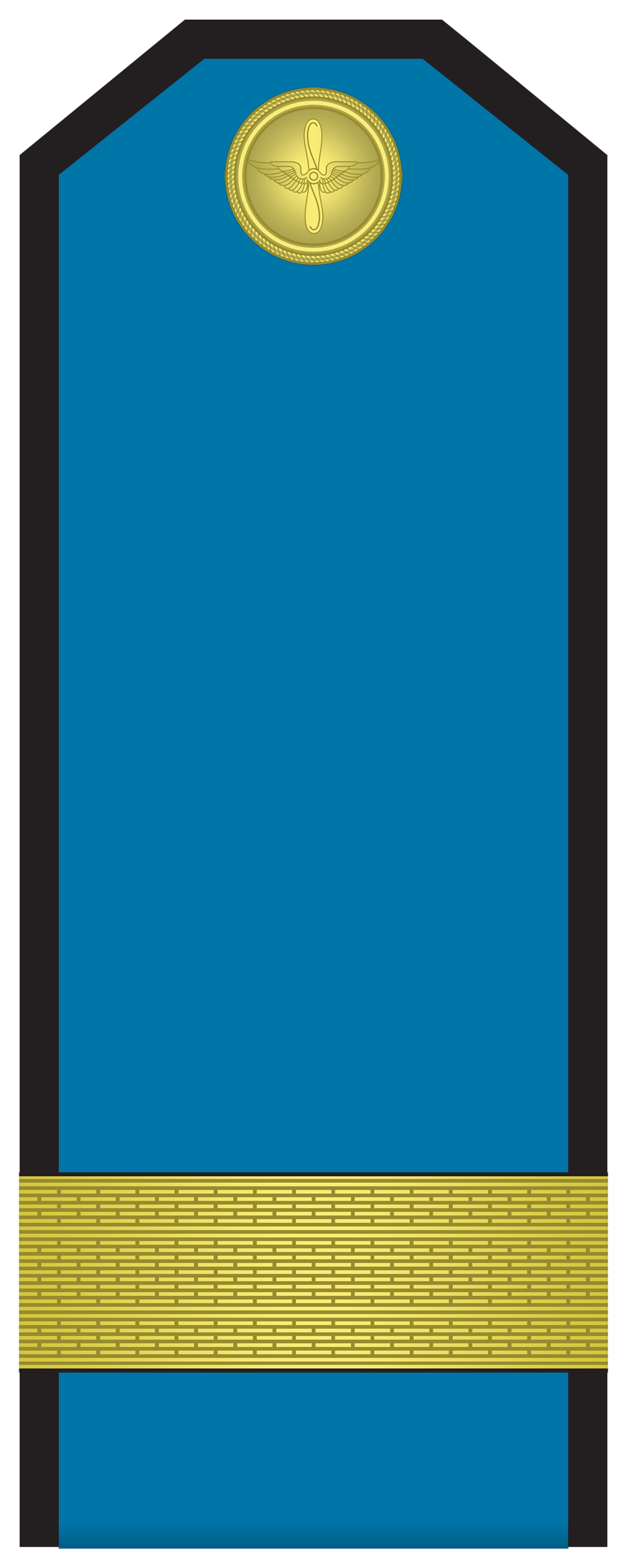
Погон с нашивкой старшего сержанта, воздушные силы или ВВС.
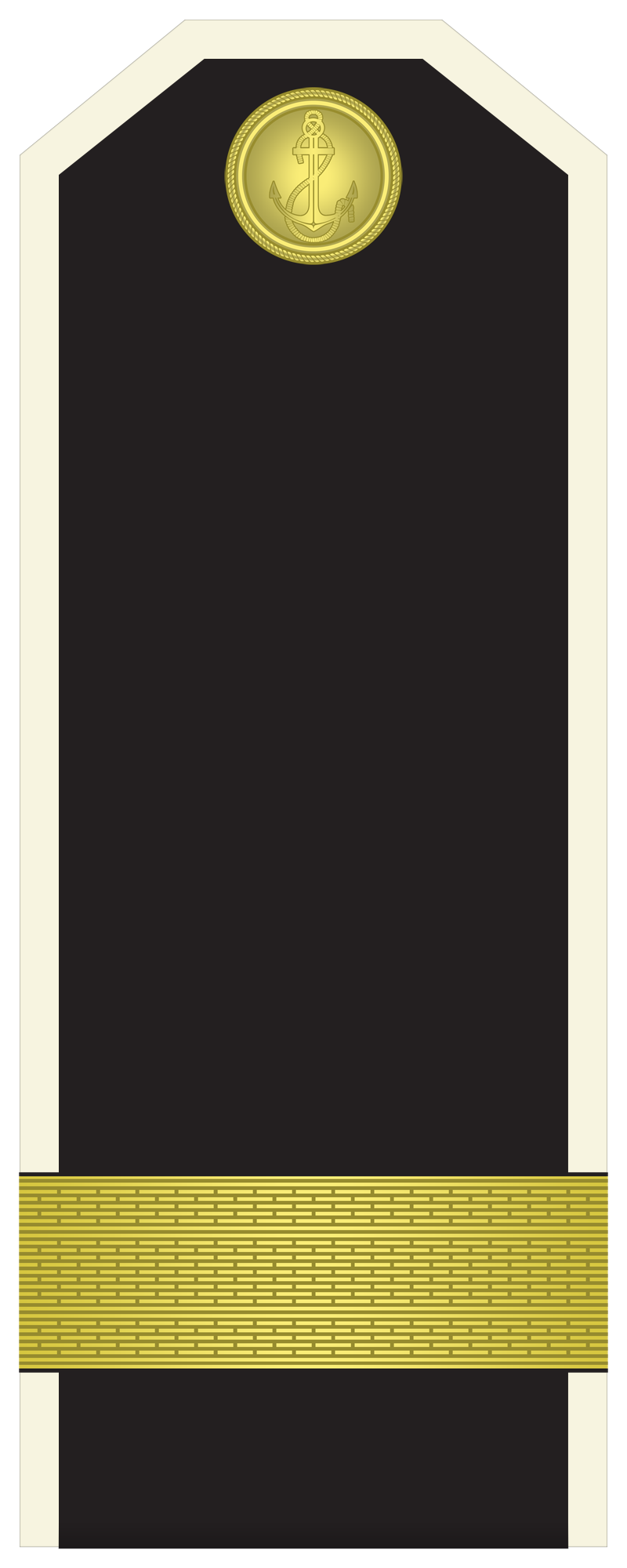
Погон с нашивкой главен старшина, ВМФ или ВМС.

## США
Ста́рший сержа́нт (англ. Staff Sergeant — Штаф-сержант, аббревиатура — SSG/SSgt) — воинское звание сержантского состава в Вооружённых силах США.
В Армии США и Морской пехоте (КМП) звание занимает шестую ступень воинской иерархии — выше сержанта и ниже сержанта первого класса. Штаф-сержант возглавляет отделение (англ. squad).
В Военно-воздушных силах США звание занимает пятую ступень воинской иерархии — выше старшего рядового авиации (Senior Airman, SrA) и ниже техник-сержанта (Technical Sergeant, TSgt).
Звание Старший сержант (штаф-сержант) в Вооружённых силах США (также техник-сержант, переименованный в сержанта первого класса в 1948 году, и мастер-сержант) были созданы Конгрессом после Первой мировой войны. Эквивалентные звания в НАТО обозначаются кодом OR-6.
См. Старший сержант Реклесс